# Ralph Towner
Ralph Towner   (Chehalis, 1 de març de 1940) és un multi instrumentista, compositor, arranjador i director de banda nord-americà. Toca la guitarra de dotze cordes, la guitarra clàssica, el piano, el sintetitzador, la percussió, la trompeta i la trompa francesa.

## Biografia
Towner va néixer en una família de músics. La seva mare era professora de piano i el seu pare trompeta. Towner va aprendre a improvisar al piano als tres anys. Va començar la seva carrera com a pianista clàssic format al conservatori, assistint a la Universitat d'Oregon de 1958 a 1963, on també va estudiar composició amb Homer Keller. Va estudiar guitarra clàssica a l'Acadèmia de Música de Viena amb Karl Scheit de 1963 a 1964 i de 1967 a 1968.
Es va unir al conjunt "Consort" del pioner de la música mundial Paul Winter a finals dels anys 60. Va tocar jazz per primera vegada a la ciutat de Nova York a finals dels anys 60 com a pianista i va ser fortament influenciat pel reconegut pianista de jazz Bill Evans. Va començar a improvisar amb guitarres clàssiques i de 12 cordes a finals dels anys 60 i principis dels 70 i va formar aliances amb músics que havien treballat amb Evans, com el flautista Jeremy Steig, els baixistes Eddie Gómez, Marc Johnson, Gary Peacock i el bateria Jack DeJohnette.
Juntament amb els seus companys de banda Paul McCandless, Glen Moore i Collin Walcott, Towner va abandonar Winter Consort el 1970 per formar el grup Oregon, que al llarg dels anys setanta va publicar una sèrie de discos influents que barrejaven música popular, formes clàssiques índies, i la improvisació lliure d'avantguarda influïda pel jazz. Al mateix temps, Towner va començar una llarga relació amb el segell discogràfic ECM, que ha publicat pràcticament tots els seus enregistraments que no són d'Oregon des del seu debut el 1973 com a líder Trios/Solo.
Towner va aparèixer com a company a l'àlbum de "Weather Report" de 1972 I Sing the Body Electric. El seu àlbum de 1975 Solstice, que va incloure una cançó popular anomenada "Nimbus", va demostrar la seva habilitat i versatilitat al màxim amb una guitarra de 12 cordes.
Des de principis de la dècada de 1990, Towner ha viscut a Itàlia, primer a Palerm i després a Roma.

## Tècnica
Towner només toca guitarres acústiques, utilitzant guitarres de niló de sis cordes i cordes d'acer de 12 cordes. Com a resultat, acostuma a evitar entorns musicals de gran volum, preferint grups reduïts d'instruments majoritàriament acústics que emfatitzen la dinàmica i la interacció de grup. Towner obté un efecte de percussió (per exemple, "Donkey Jamboree" de Slide Show with Gary Burton) de la guitarra teixint una llibreta de llumins entre les cordes del coll de l'instrument. Tant amb Oregon com com a solista, Towner ha fet ús del sobre doblatge, que li ha permès tocar el piano (o sintetitzador) i la guitarra en la mateixa pista; el seu ús més notable de la tècnica es va produir al seu àlbum Diary de 1974, en el qual toca duets de guitarra i piano amb ell mateix a la majoria de les vuit cançons de l'àlbum. A la dècada de 1980, Towner va començar a utilitzar el sintetitzador Sequential Circuits Prophet-5 de manera extensiva, però des de llavors ha deixat l'accent en el seu sintetitzador i el seu piano a favor de la guitarra.

## Honors
Dos cràters lunars van ser nomenats pels astronautes de l'Apol·lo 15 després de dues de les composicions de Towner, "Icarus" i "Ghost Beads".